# Metoponia
Metoponia là một chi bướm đêm thuộc họ Noctuidae.